# Урсаць
Урсаць, Урсаці (рум. Ursați) — село у повіті Горж в Румунії. Адміністративно підпорядковане місту Тиргу-Жіу.
Село розташоване на відстані 237 км на захід від Бухареста, 5 км на північний захід від Тиргу-Жіу, 95 км на північний захід від Крайови.

## Населення
За даними перепису населення 2002 року у селі проживали 283 особи, усі — румуни. Усі жителі села рідною мовою назвали румунську.